# Гаарен
Гаарен (фон Гаарен; нем. von Haaren) — курляндский баронский род.
Происходит из Остфрисландии, откуда предки его в XV веке переселились в Курляндию. Род фон-Гаарен внесен в матрикул Курляндского дворянства 2 августа 1631 года.
Определениями Правительствующего Сената от 29 октября 1858 года и 28 февраля 1862 года род утвержден в баронском достоинстве.

## Описание герба
В серебряном щите два лазоревых, в золотой оправе и внутри червленые, охотничьи рога, обращенные спинами.
Щит увенчан баронскою короною и коронованным шлемом. Нашлемник: два лазоревых в золотой оправе и внутри червленые охотничьи рога, обращенные спинами. Намет: лазоревый с серебром.
Герб рода баронов фон Гаарен внесен в Часть 12 Общего гербовника дворянских родов Всероссийской империи, стр. 32.